# Mojmír Melan
Mojmír Melan (22. května 1922 Znojmo – 19. září 2000 Stará Boleslav), byl český římskokatolický kněz, správce farnosti Děčín-Podmokly, sídelní kanovník katedrální kapituly u sv. Štěpána v Litoměřicích

## Tichý mučedník totality
Po svém vysvěcení 26. června 1949 v Litoměřicích, působil ve farnostech Kováň, Rumburk, Varnsdorf, Zákupy a excurrendo Velenice, Brenná. 30. srpna 1965 byl jmenován sídelním kanovníkem katedrální kapituly u sv. Štěpána v Litoměřicích. V souvislosti s tímto jmenováním byl na něho vyvíjen tlak, aby se stal spolupracovníkem Státní bezpečnosti. Protože pozici kanovníka v katedrále považovaly komunistické orgány za významnou, předpokládalo se, že bude vůči režimu loajální a nebude těžké ho ke spolupráci získat. Podle údajů 5. oddělení II. odboru Státní bezpečnosti v Ústí nad Labem se ho však ke spolupráci získat nepodařilo. 20. ledna 1966 byl jeho případ ve smyslu spolupráce s StB ukončen.
V Litoměřicích byl kancléřem konzistoře a vikářem. V roce 1967 se stal duchovním správcem v Děčíně-Podmoklech. Ze svědectví děčínských farníků vyplývá, že totalitní moc o něho neztratila zájem, zvláště poté, když na konci 70. let 20. století se u něho projevilo blíže nespecifikované onemocnění (zřejmě onkologické) vyžadující bolest tišící léky. Tehdy byl Státní bezpečností opět, avšak dlouhodobě, vydírán pod pohrůžkami státního odepření drahých zahraničních léků. Nejsou k dispozici dokumenty potvrzující, zdali tomuto tlaku podlehl.
Jako kněz - důchodce odešel na faru do Bohušovic nad Ohří, kde bydlel (se starou hospodyní a značným počtem koček) od 1. srpna 1990 do 1. června 1993, a potom na Kováň. Závěr svého života prožil v kruhu svých kněžských spolubratří v Kněžském domově sv. Václava ve Staré Boleslavi. Poslední rozloučení s ním se konalo v sobotu 23. září 2000 v poutním kostele Nanebevzetí Panny Marie ve Staré Boleslavi, po mši svaté byly jeho tělesné pozůstatky uloženy do hrobu na místním hřbitově.